# 極端情況 (香港)
極端情況（英語：extreme conditions），是香港政府因熱帶氣旋或暴雨等惡劣天氣下引發的嚴重情況而發出的特別停工指示，具勞工處相關法律效力並適用於全港，其效力相等於香港天文台的八號烈風或暴風信號或黑色暴雨警告信號。此指示獨立於香港天文台的天氣警告系統，並可與任何天氣警告信號同時生效，原意是作為具全港性停工指示的天氣警告信號取消後的延伸指示。
因應2018年超強颱風山竹對香港造成的影響，政府於2019年6月3日公佈設立極端情況，並於勞工處的《颱風及暴雨警告下工作守則》作出相關修訂。極端情況於2023年9月8日首次發出。

## 定義及應變措施
當香港受到惡劣天氣影響而出現如公共交通服務嚴重受阻、廣泛地區水浸、嚴重山泥傾瀉或大規模停電等情況下，政府便會考慮發出極端情況。
當極端情況生效時，除與僱主就極端情況生效期間訂立上班協定的必要人員外，僱主不應要求僱員上班，並必須履行所有勞工法例的法定責任及遵守相關的規定。僱員亦應按極端情況的建議，留在安全的地點，而非立即啟程上班。僱員若於極端情況生效期間出現工傷、缺勤等情況將受勞工法例的相關法律保障，包括工傷保障及僱主不可扣減其工作時間對應的工資、勤工獎或津貼等。其停工指示及復工安排相當於八號信號及黑色暴雨警告信號。

## 歷史
2018年山竹襲港後對香港造成嚴重影響，多處因塌樹而導致公共交通服務大癱瘓，但礙於八號信號已取消，而且沒有任何能促使全港停工且具法律效力及無法律爭議的指示，導致大批市民為避免遲到及扣假而繼續上班，卻因交通癱瘓令市面出現嚴重混亂，時任特首林鄭月娥當天只呼籲僱主僱員「互諒互讓」而並不宣佈停工，惹來市民猛烈批評。政府事後作出檢討，於2019年6月3日設立極端情況，並在勞工處的《颱風及暴雨警告下工作守則》（2021年7月改稱《颱風及暴雨情況下工作守則》）加入極端情況的章節。 
因應超強颱風蘇拉於2023年8月31日正面襲港，政府首次提及有機會發出極端情況並解釋其機制；雖然天文台一度發出十號颶風信號，但市面情況並不如預期般嚴峻，因此政府無需發出極端情況。
直至9月7日晚上，受強颱風海葵殘餘相關的低壓槽影響，香港天氣急劇轉壞，天文台於晚上11時05分發出黑色暴雨警告信號，歷時16小時35分鐘，是自1992年設立暴雨警告信號以來，生效時間最長的黑色暴雨警告信號；期間多區錄得破紀錄的雨量，天文台總部於晚上11時至翌日午夜12時錄得一小時雨量為158.1毫米，是自1884年有記錄以來的最高紀錄。暴雨造成廣泛地區水浸，部分地區出現嚴重山泥傾瀉，導致交通大癱瘓。政府於9月8日凌晨2時半預告當日稍後公布是否須停工停課，最終在凌晨5時34分首次發出極端情況，並生效至9月9日午夜12時，歷時約18小時26分鐘。
雖然極端情況原先只是針對超強颱風襲港而設立，當時相關條文中亦只著重於「超強颱風下的安排情況」，但首次頒佈卻是因為暴雨，相關條文其後已增添了熱帶氣旋及暴雨的字眼。隨後勞工處於2024年5月2日公布修訂相關守則，並更名為《惡劣天氣及「極端情況」下工作守則》，列明當政府公佈「極端情況」下，建議的工作安排大致與黑色暴雨警告信號及八號或以上熱帶氣旋警告信號看齊。

## 發出紀錄
| 年份 | 發出時間    | 取消時間    | 持續時間     | 原因                           | 情況                                                 | 相關的天氣警告                                                  | 備註     |
| ---- | ----------- | ----------- | ------------ | ------------------------------ | ---------------------------------------------------- | --------------------------------------------------------------- | -------- |
| 2023 | 9月8日05:34 | 9月9日00:00 | 18小時26分鐘 | 受強颱風海葵殘餘活躍低壓槽影響 | - 公共交通服務嚴重受阻 - 廣泛地區水浸 - 嚴重山泥傾瀉 | - 黑色暴雨警告 - 雷暴警告 - 新界北部水浸特別報告 - 山泥傾瀉警告 | 首次發出 |

## 爭議
政府於2023年9月8日凌晨5時34分首次發出極端情況，並以政府官方新聞稿的形式發佈，但其內容並未提及相關準則。因發佈內容對極端情況的定義、法律效力、僱員保障及其呼籲性質等信息不清晰而於發佈初期惹起爭議。
政府其後於極端情況生效期間及上班時段多次作出補充及解釋，並重申極端情況下的工作安排等同於八號信號。另外，政府亦因沒有為這一次極端情況啟動緊急警示系統向市民發放短訊提示而惹起爭議。